# Czesław Michniewicz
Czesław Michniewicz (Bjarozavka, Belorusz SZSZK, 1970. február 12. –) lengyel labdarúgó, edző. Korábban a lengyel válogatott szövetségi kapitánya. 2024 óta a marokkói AS FAR vezetőedzője.

## Edzői pályafutása

### Labdarúgóként
Michniewicz az Ossa Biskupiec Pomorski, a Bałtyk Gdynia, a Stoczniowiec Gdańsk és az Amica Wronki csapataiban szerepelt.

### Edzőként
2003 és 2020 között a Lech Poznań, a Zagłębie Lubin, az Arka Gdynia, a Widzew Łódź, a Jagiellonia Białystok, a Polonia Warszawa, a Podbeskidzie, a Pogoń Szczecin, a Nieciecza és a lengyel U21-es válogatott vezetőedzője volt. 2020-ban az ország legsikeresebb klubjához, a Legia Warszawához igazolt, amely klubbal meg is nyerte a szezont. 2022. január 31-én a lengyel válogatott szövetségi kapitánya lett. A 2022-es világbajnokság csoportkörében a 2. helyen jutottak tovább, majd a kieséses szakasz nyolcaddöntőjében, a későbbi ezüstérmes, Franciaország búcsúztatta őket egy 3–1-es vereség alkalmával.

## Edzői statisztika
2024. augusztus 30. szerint

| Csapat                | Nemzet        | –tól                 | –ig                | Mérkőzések | Mérkőzések | Mérkőzések | Mérkőzések | Mérkőzések |
| Csapat                | Nemzet        | –tól                 | –ig                | M          | Gy         | V          | D          | Gy %       |
| --------------------- | ------------- | -------------------- | ------------------ | ---------- | ---------- | ---------- | ---------- | ---------- |
| Lech Poznań           | Lengyelország | 2003. szeptember 15. | 2006. május 17.    | 108        | 45         | 27         | 36         | 41,7       |
| Zagłębie Lubin        | Lengyelország | 2006. október 3.     | 2007. október 22.  | 37         | 21         | 7          | 9          | 56,8       |
| Arka Gdynia           | Lengyelország | 2008. július 8.      | 2009. április 12.  | 33         | 12         | 10         | 11         | 36,4       |
| Widzew Łódź           | Lengyelország | 2010. november 15.   | 2011. június 22.   | 17         | 8          | 4          | 5          | 47,1       |
| Jagiellonia Białystok | Lengyelország | 2011. július 22.     | 2011. november 22. | 18         | 6          | 4          | 8          | 33,3       |
| Polonia Warszawa      | Lengyelország | 2012. március 28.    | 2012. május 9.     | 7          | 2          | 1          | 4          | 28,6       |
| Podbeskidzie          | Lengyelország | 2013. március 22.    | 2013. október 22.  | 24         | 7          | 8          | 9          | 29,2       |
| Pogoń Szczecin        | Lengyelország | 2015. április 9.     | 2016. május 17.    | 49         | 15         | 18         | 16         | 30,6       |
| Nieciecza             | Lengyelország | 2016. június 6.      | 2017. március 22.  | 27         | 10         | 6          | 11         | 37,0       |
| Lengyelország U21     | Lengyelország | 2017. július 7.      | 2020. október 14.  | 27         | 14         | 7          | 6          | 51,9       |
| Legia Warszawa        | Lengyelország | 2020. szeptember 21. | 2021. október 25.  | 55         | 31         | 11         | 13         | 56,4       |
| Lengyelország         | Lengyelország | 2022. január 31.     | 2023. január 24.   | 13         | 5          | 3          | 5          | 38,5       |
| Abhá                  | Szaúd-Arábia  | 2023. június 12.     | 2023. október 1.   | 9          | 3          | 0          | 6          | 33,3       |
| AS FAR                | Marokkó       | 2024. július 13.     | jelenleg is        | 3          | 2          | 0          | 1          | 66,7       |
| Összesen              | Összesen      | Összesen             | Összesen           | 428        | 181        | 106        | 141        | 42,3       |

## Sikerei, díjai

### Játékosként
Amica Wronki
- Lengyel Kupa
  - Győztes (2): 1998–99, 1999–2000

- Lengyel Szuperkupa
  - Győztes (1): 1999

### Edzőként
Lech Poznań
- Lengyel Kupa
  - Győztes (1): 2003–04

- Lengyel Szuperkupa
  - Győztes (1): 2004

Zagłebie Lubin
- Ekstraklasa
  - Bajnok (1): 2006–07

- Lengyel Szuperkupa
  - Győztes (1): 2007

Legia Warszawa
- Ekstraklasa
  - Bajnok (1): 2020–21

Egyéni
- Az Év Lengyel Edzője: 2018

## Fordítás
Ez a szócikk részben vagy egészben  a   Czesław Michniewicz című angol Wikipédia-szócikk fordításán alapul.  Az eredeti cikk szerkesztőit annak laptörténete sorolja fel. Ez a jelzés csupán a megfogalmazás eredetét és a szerzői jogokat jelzi, nem szolgál a cikkben szereplő információk forrásmegjelöléseként.